# Belziger Bach
Der Belziger Bach ist ein Bach, Meliorationsgraben und orographisch linker Zufluss der Plane im Landkreis Potsdam-Mittelmark in Brandenburg.

## Verlauf
Der Bach beginnt in einer Niederungsfläche, die sich westlich des Stadtkerns von Bad Belzig und dort östlich des Papendorfer Wegs befindet. Von dort fließt er vorzugsweise in östlicher Richtung ringförmig um den historischen Stadtkern und am Freigraben vereint in nordöstlicher Richtung aus dem Stadtkern hinaus. Auf einer Länge von rund zwei Kilometern fließt er anschließend südlich parallel zur Bundesstraße 246. Er durchquert dabei den Bad Belziger Wohnplatz Neue Mühle und unterquert die Bundesstraße 102, die von Südosten kommend in diesem Bereich in nördlicher Richtung verläuft.
Der Belziger Bach schwenkt wenige Meter hinter der Unterquerung ebenfalls in nördliche Richtung und fließt auf rund 870 Metern östlich zur Bundesstraße. Dort besteht bei hohem Wasserstand eine Verbindung zum Lumpenbach, der südlich des Wohnplatzes Kleesenmühle/Obermühle in östlicher Richtung verläuft. Der Belziger Bach folgt der Bundesstraße, die einen leichten Schwenk in nordöstliche Richtung vollzieht und erreicht zunächst den Wohnplatz Ölschlägers Mühle, anschließend den Wohnplatz Springbachmühle. Dort fließt der namensgebende Springbach von Westen her zu. Er hat zuvor den bereits erwähnten Lumpenbach aufgenommen. Nach weiteren rund 750 Metern fließt ebenfalls von Westen der Dallbach zu.
Der Belziger Bach erreicht den Bad Belziger Ortsteil Schwanebeck und durchquert ihn im südlichen Bereich der Wohnbebauung zunächst in nordöstlicher, später in nordnordöstlicher Richtung. Anschließend erreicht er den weiteren Ortsteil Fredersdorf, den er durchquert und anschließend in nordöstlicher Richtung verlässt. Der Bach erreicht nun die Belziger Landschaftswiesen, in denen Wasser bei Bedarf über einen Umleiter in den Kohlgraben abgeleitet werden kann. Im weiteren Verlauf fließt von Osten kommen der Baitzer Bach zu. Wenige Meter später entwässert der Belziger Bach in die Plane.